# 香港站
香港站（英語：Hong Kong Station）是一個位於香港香港島中西區中環港景街，屬於港鐵東涌綫與機場快綫的鐵路車站，同時也是兩綫的下行終點站，車站結構與國際金融中心商場相連，於1998年6月22日隨東涌綫通車而投入服務。
香港站設有付費區行人隧道連接中環站，供乘客轉乘荃灣綫及港島綫，而該隧道位於環球大廈、干諾道中與交易廣場地底；而乘搭機場快綫的乘客亦能夠在該站進行預辦登機服務。
另外，香港站現時亦是東涌綫及機場快綫唯一一個位於港島區的車站。

## 車站構造
香港站以灰色及雪色為主調，而車站承建商為日本青木建設。車站設有3個月台及9個出入口，結構與國際金融中心相連。車站於環球大廈、干諾道中及交易廣場地底以市區綫付費區內轉乘通道連接中環站供乘客步行轉乘荃灣綫及港島綫。另外在德忌利士街近干諾道地底亦設有一座大堂通往德輔道中一帶。
- 車站外觀（2020年8月）

### 樓層
香港站設有5層公開開放的部分，其中車站樓層大部分均在國際金融中心的主結構內，國際金融中心商場更與出入口相連。香港站地面為出入口、機場快綫市區預辦登機服務櫃枱、停車場及落客區；L1層主要為商店、通道通往停車場、機場快綫月台、東涌綫大堂；L2層為機場快綫大堂、的士站、1號月台以及預留供日後擴建之用的2號月台；L3層為東涌綫大堂以及付費區內行人通道連接德忌利士街大堂與中環站；而L4層則為東涌綫月台。
另外，德忌利士街大堂同時亦設有3層公開開放的部分，包括地面的C出口、L2層大堂及L3層收費區內行人通道連接東涌綫大堂或中環站大堂。
| 未啟用 · 側式 · 開左邊车门                               |   |                                |   |  |
|                                                          |   | 未來機場快綫落客               | 2 |  |
|                                                          | 1 | 機場快綫往機場及博覽館（九龍） |   |  |
| 側式 · 開右邊车门                                        |   |                                |   |  |
| 客務中心、商店、洗手間、自助服務、的士站、酒店專車候車區 |   |                                |   |  |

|                                | 4 | 東涌綫往東涌及迪士尼綫（九龍） |  |  |
| 島式 · ↑開右邊车门 ↓開左邊车门 |   |                                |  |  |
|                                | 3 | 東涌綫往東涌及迪士尼綫（九龍） |  |  |

### 大堂
香港站共設有四個大堂，分別為機場快綫市區預辦登機服務大堂、機場快綫大堂、東涌綫大堂以及德忌利士街大堂。
機場快綫市區預辦登機服務大堂，主要為乘客預先辦領登機證及付運行李，無須等候至機場登機櫃檯办理，不過乘客必須預繳車資方可使用此服務。大堂內設有航班顯示屏、行李寄存服務及車站商店，並與國際金融中心商場相連。而位於L2層的機場快綫大堂則與機場快綫1號月台及的士站相連，而大堂內亦設有行李寄存服務及車站商店。
至於東涌綫大堂位於香港站上蓋物業發展地底，連接中環站至香港站及車站附近一帶的建築物，故成為香港站的核心，由中環站往返東涌綫、機場快綫月台亦須經此大堂。而車站亦於德忌利士街地底設有另一個東涌綫衛星大堂，位於連接中環站至香港站的行人通道之間，主要方便乘客前往德輔道中、干諾道中一帶。
另外，現時香港站亦內提供不同類型的商店、自助服務設施、香港郵政郵箱、「iCentre」免費上網服務設施以及港鐵「會員服務站」等。
在兩鐵合併前，港鐵於2007年7月在東涌綫大堂放置兩台「自助客務機」（英語：Self-service Point），協助乘客解決一般的票務問題，如遺失車票、車票或八達通未能出閘等問題。此外，客務機更設有視像系統，可由該站的職員協助乘客解決問題。
另外，香港站的市區預辦登機服務大堂（G層）、商店及餐廳（L1層）、機場快綫月台（L2層）、東涌綫大堂（L3層）設有免費由電訊盈科提供的Wi-Fi熱點。同時，由於機場快綫大堂為旅客而設，因此市區預辦登機服務大堂及機場快綫大堂的非付費區均設有洗手間。
- 機場快綫市區預辦登機服務大堂（2025年7月）
- 機場快綫大堂（2025年7月）
- 東涌綫大堂（2025年7月）
- 德忌利士街大堂（2025年7月）
- 東涌綫大堂連接中環站通道及自動行人道（2025年7月）

### 月台
香港站共設有三個已啟用的月台以及一個預留月台，其中已啟用月台分別為1號月台（機場快綫往機場／博覽館）以及3、4號月台（往東涌及迪士尼綫），上述三個月台均已裝設月台幕門。
現時1號月台是機場快綫的月台，以側式月台設計排列，當機場快綫列車抵達香港站後，必須在此月台同時進行上／下客及行李的工作，屬港鐵系統中較罕有的設計。
而1號月台的北面亦設有1條路軌側線，供列車調動及停泊之用，同時亦預留未來的2號月台，而預留的2號月台已經於1998年6月跟香港站主體結構同步完工，但尚未裝修，而該月台的啟用時間須有待中環第三期填海工程及香港站延展掉車隧道工程完成後，方可進行機場鐵路二期的擴建工程，故現時機場快綫列車只能使用1號月台上落客。
另外，機場快綫月台亦設有手提電話充電器。
至於東涌綫3、4號月台則採用一座島式月台排列，並以多組扶手電梯及升降機連接東涌綫大堂。而當列車抵達月台後便會同時進行上／下客，其後會以相反方向離開車站。
- 機場快綫1號月台（2022年6月）
- 東涌綫3、4號月台（2022年6月）

### 出入口
香港站共設有9個出入口，其中A、E出口位於國際金融中心商場第一層內，並連接中區行人天橋系統；而B、D出口位於市區預辦登機大堂旁；F出口則位於國際金融中心商場地面；而C出口位於德忌利士街大堂，乘客可從C出口直接前往中區近德輔道中一帶。而大堂亦設有指示牌顯示出入口周邊的建築物及設施列表。
|                                         |                  | |      |
|                                         |                  | |      |
| 編號                                    | 指示             | 建議前往的目的地 | 圖片 |
| 國際金融中心商場                        |                  | |      |
| 出口 · A · 升降机标志 · 扶手电梯标志    | 國際金融中心二期 | 國際金融中心二期、國際金融中心商場、歷山大廈、美國銀行中心、中環碼頭、遮打花園、遮打大廈、和平紀念碑、香港海事博物館、中環海濱活動空間、中環碼頭海濱長廊、愛丁堡廣場、中國人民解放軍駐香港部隊大廈、展城館、香港中文大學專業進修學院、終審法院、郵政總局、香港大會堂、香港會所大廈、茶具文物館、香港公園、滙豐總行大廈、怡和大廈、香港文華東方酒店、太子大廈、聖約翰座堂、聖佐治大廈、渣打銀行大廈、皇后像廣場、水上的士 |      |
| 出口 · E · 升降机标志 · 扶手电梯标志    | 國際金融中心一期 | 國際金融中心一期、香港四季酒店、國際金融中心商場、中環中心、中環至半山自動扶手電梯、H Code、H Queen's、恒生銀行總行、海港政府大樓、盈置大廈、中國農業銀行大廈、尚至醫療大樓、大館、中環街市 |      |
| 國際金融中心                            |                  | |      |
| 出口 · F                                | 國際金融中心商場 | 國際金融中心商場、香港站公共運輸交匯處、中環碼頭海濱長廊 |      |
| 出口 · F                                | 國際金融中心商場 | 國際金融中心商場、香港站公共運輸交匯處、中環碼頭海濱長廊 |      |
| 市區預辦登機大堂                        |                  | |      |
| 出口 · B · 1                            | 交易廣場一及二期 | 交易廣場一及二期、港景街 |      |
| 出口 · B · 2                            | 天星碼頭         | 中環碼頭巴士總站 |      |
| 出口 · D                                | 交易廣場三期     | 交易廣場三期、中環（交易廣場）巴士總站 |      |
| 往民祥街                                | 往民祥街         | 民祥街、民祥街公共運輸交匯處 |      |
| 德忌利士街大堂                          |                  | |      |
| 出口 · C                                | 德忌利士街       | 10 Wellington、100QRC、雲咸街33號、8 Lyndhurst Terrace、德忌利士街、中國農業銀行大廈、置地廣場、東亞銀行大廈、晉逸精品酒店中環、關心您的心、中建大廈、中區捐血站、中匯大廈、華人行、中南行、招商永隆銀行大廈、卡佛大廈、英皇商業中心、娛樂行、歐陸貿易中心、律政中心西座、煤氣路燈、告羅士打大廈、香港禮賓府、協成行中心、陸海通大廈、萬宜大廈、豐盛創建大廈、華商會所大廈、藝穗會、香港動植物公園、香港中華總商會、山頂纜車總站、萬宜大廈、盈置大廈、陸海通大廈、LKF 29、LKF Tower、SoHo荷南美食區、有餘貿易中心、環貿中心、會德豐大廈、永安集團大廈、環球大廈、香港外國記者會、香港置地文華東方酒店、Wyndham Social |      |
| 商店層（L1層）                          |                  | |      |
| 往車站停車場                            |                  | |      |
| 機場快綫大堂（L2層）                    |                  | |      |
| 往的士站                                |                  | |      |
| 往酒店專車候車區                        |                  | |      |
| 註： 設有 \| 設於同一層 \| 設有扶手電梯 |                  | |      |

### 車站藝術
- 位於干諾道中港鐵行人隧道付費區的藝術品《快而安》
- 位於國際金融中心二期寫字樓大堂的藝術品《四季》
- 位於國際金融中心商場二期平台的藝術品《雨後 太陽 潮水》
- 位於國際金融中心商場二期內的藝術品《彩綢舞》

## 接駁交通
香港站在設計時已與上方的國際金融中心建築群的設計融合，在建築群內規劃了一個公共運輸交匯處，而在車站地面亦設有上落客區，並在機場快綫月台旁設有的士站。而使用八達通的乘客在乘搭機場快綫後亦可免費轉乘港鐵前往其他車站。車站同時設有2個停車場，乘客亦可駕車於香港站停車場停泊，然後轉乘機場快綫往返香港國際機場。
而前地鐵在興建機場鐵路時早已在環球大廈地底興建行人隧道連接中環站，乘客可使用該收費區行人隧道往返香港站與中環站，全程無須出閘。
而車站鄰近現有的交易廣場及中環碼頭亦設有公共運輸交匯處或巴士中途站，亦可步行至或於德輔道中轉乘巴士、小巴或電車前往香港中西區、南區；同時也有不少乘客前往海旁乘坐山頂纜車接駁巴士往返纜車站，或是步行至中環碼頭轉乘渡輪前往離島區、九龍半島等地。

## 歷史

### 機場快綫穿梭巴士

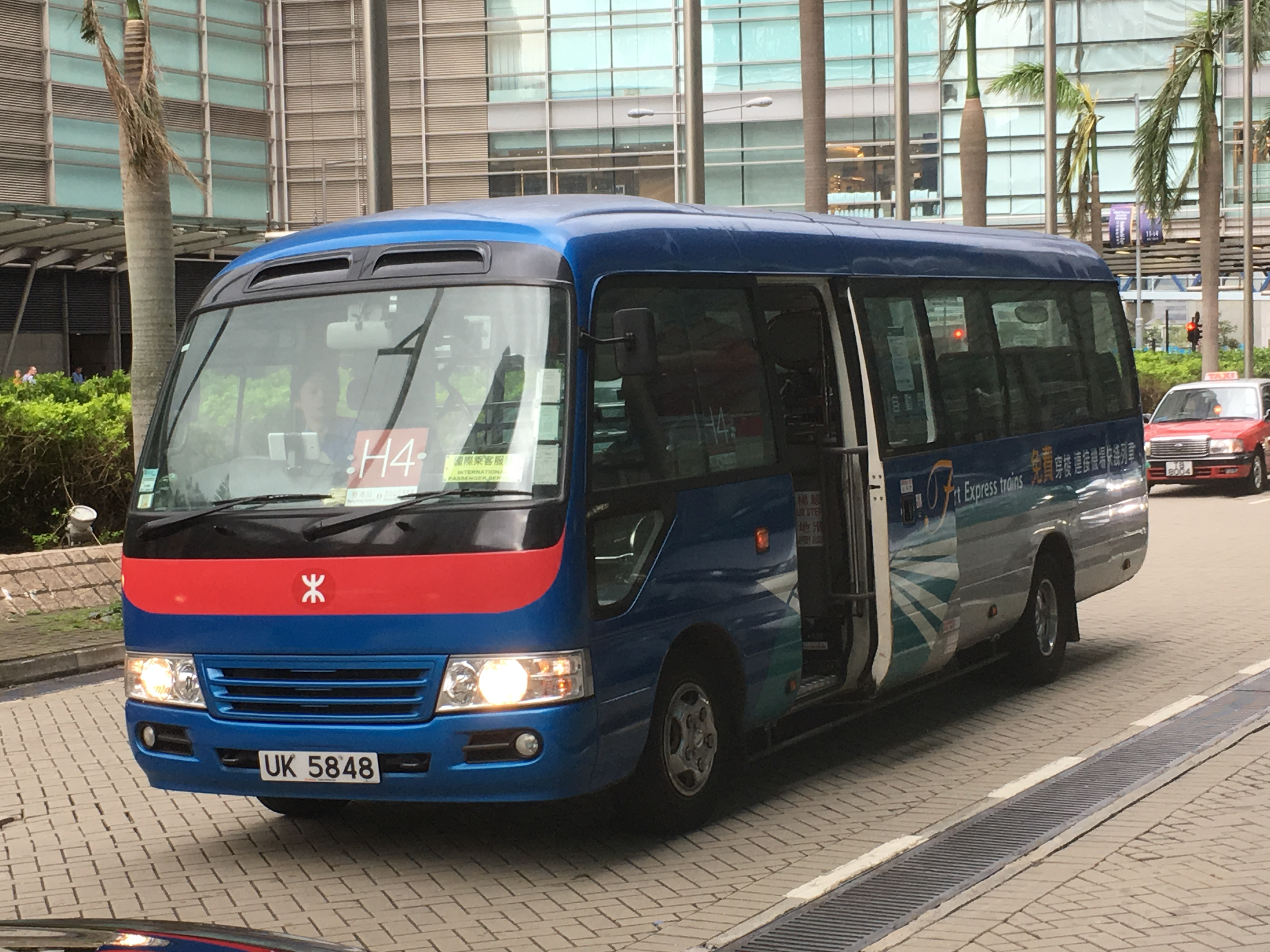
機場快綫穿梭巴士（2018年）

香港站自機場快綫通車後便已經提供穿梭巴士服務，機場快綫的旅客可持有效憑證免費享用機場快綫穿梭巴士往返港島區內的酒店。然而隨着穿梭巴士服務的使用量逐漸低迷，港鐵已於2020年6月30日起停止機場快綫穿梭巴士服務。

### 北港島綫
根據《鐵路發展策略2014》的北港島綫計劃，東涌綫將由香港站向東延伸，於添馬艦設置添馬站，並與將軍澳綫連接，但目前計劃已被擱置。

### 事件／事故
- 2020年5月13日凌晨2時許，一名男工人於空調機房內工作時，疑失足從約6米的高處墮下至路軌，當場昏迷不醒。救護員到場後將事主送往律敦治醫院搶救，惟最終不治[21]。

- 2023年4月19日中午約12時，車站突然局部停電，期間導致超過20間商店受影響，直到下午1時許才陸續恢復電力供應。其後港鐵指當日下午約12時08分九龍站及香港站部分設施電力供應出現異常，受影響設施包括部分站內電燈、扶手電梯、空調及車站商店。九龍站及香港站先後於下午約1時25分及2時50分全面恢復正常供電，同時指停電與同日凌晨發生的香港電燈供電系統故障沒有關聯[22]。

## 未來發展

#### 延展掉車隧道
作為中環第三期填海工程的一部分，香港站東面的將會建造四條長約500米的明挖回填隧道，連接香港站，稱為香港站延展掉車隧道。
由於現時亦有乘搭機場快綫的乘客，可以由1號月台原車返回機場，從而利用票務系統的漏洞逃票，當該工程完成後，屆時機場快綫列車將會使用位於1號月台對側的已預留2號月台作為落客之用，機場快綫兩月台的相應路軌之間以牆壁完全分隔，有望杜絕以上情形。
2022年3月25日，港鐵批出機場鐵路掉頭隧道工程規劃及初步設計顧問合約，由莫特麥克唐納香港有限公司中標。

### 引用
1. 1 2 3 4   (PDF). 港鐵公司.   [2020-02-19]. （原始内容存档 (PDF)于2020-10-11）. （页面存档备份，存于）
2. ↑  港鐵公司. . 港鐵公司. 2009年8月.
3. ↑  . 青木建設.   [2019-10-11]. （原始内容存档于2001-04-28）. （页面存档备份，存于）
4. 1 2 3 4 5 6 7 8 9 10 11 12  港鐵公司. . 港鐵公司. 2009年8月.
5. ↑  港鐵公司. . 港鐵公司.   [2009-05-04]. （原始内容存档于2009-04-30） （中文（繁體））. （页面存档备份，存于）
6. 1 2  港鐵公司. . 港鐵公司.   [2009-05-04]. （原始内容存档于2011-11-09） （中文（繁體））. （页面存档备份，存于）
7. ↑  . 港鐵. 港鐵公司.   [2020年2月29日]. （原始内容存档于2020年2月21日） （中文（繁體））. （页面存档备份，存于）
8. ↑  港鐵公司. . 港鐵公司.   [2014-04-19]. （原始内容存档于2011-02-20） （中文（繁體））. （页面存档备份，存于）
9. ↑  港鐵公司. . 港鐵公司.   [2014-04-19]. （原始内容存档于2011-02-20） （中文（繁體））. （页面存档备份，存于）
10. ↑  港鐵公司. . 港鐵公司.   [2016-10-03]. （原始内容存档于2016-08-26） （中文（繁體））. （页面存档备份，存于）
11. 1 2 3 4  及香港鐵路有限公司的前稱分別為地鐵（地下鐵路）及地鐵公司。
12. ↑   (pdf) (新闻稿). 地鐵公司. 2007-07-19  [2007-07-30]. （原始内容存档 (PDF)于2007-09-30） （中文（繁體））.
13. ↑  港鐵公司. . 港鐵公司.   [2009-05-04]. （原始内容存档于2009-05-01） （中文（繁體））. （页面存档备份，存于）
14. 1 2  路政署. . 路政署.   [2009-05-04]. （原始内容存档于2009-06-01） （中文（繁體））. （页面存档备份，存于）
15. ↑   (pdf) (新闻稿). 港鐵公司. 2008-10-21  [2009-05-04]. （原始内容存档 (PDF)于2008-10-31） （中文（繁體））. 最新的增值服務是在香港站機場快綫月台提供的手提電話自助充電器。
16. ↑  .   [2022-04-02]. （原始内容存档于2022-04-02）. （页面存档备份，存于）
17. ↑  港鐵公司. . 港鐵公司.   [2009-05-04]. （原始内容存档于2009-06-03） （中文（繁體））. （页面存档备份，存于）有關服務包括羅湖站及落馬洲站，但不適用於輕鐵、港鐵巴士及東鐵綫頭等服務。
18. ↑  港鐵公司. . 港鐵公司.   [2009-05-04]. （原始内容存档于2009-05-20） （中文（繁體））. （页面存档备份，存于）
19. ↑  . 香港01. 2020-06-16  [2021-01-12]. （原始内容存档于2020-06-16）. （页面存档备份，存于）
20. ↑  《鐵路發展策略2014 （页面存档备份，存于）》（第35-38、47頁），2014年9月，運輸及房屋局
21. ↑  . 香港01. 2020-05-13  [2020-06-14]. （原始内容存档于2021-03-23）. （页面存档备份，存于）
22. ↑  . 明報. 2023-04-19  [2023-04-20]. （原始内容存档于2023-04-25）. （页面存档备份，存于）
23. ↑  .   [2021-06-06]. （原始内容存档于2021-06-21）. （页面存档备份，存于）
24. ↑   (PDF). 港鐵. 2022-03-25  [2022-12-19]. （原始内容存档 (PDF)于2022-12-05）. （页面存档备份，存于）

## 外部連結
- 港鐵公司－香港站街道圖（页面存档备份，存于）
- 港鐵公司－香港站位置圖（页面存档备份，存于）
- 港鐵公司－香港站列車服務時間（页面存档备份，存于）
- 香港鐵路大典上的相关条目：香港站